# Palacio de Sarvestán

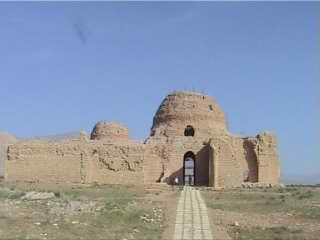
Vista del palacio

El palacio sasánida en Sarvestán (en persa: کاخ ساسانی سروستان‎ kakh-eh Sassani-ye Sarvestan) es un edificio de la época del imperio sasánida cuyos restos aún se conservan en la ciudad iraní de Sarvestán (16 846 hab. en 2006), a unos 90 km al sureste de la ciudad de Shiraz. El palacio —que tiene una fachada de unos 40 m y una profundidad de 43,5 m— fue construido en el siglo V d. C., y fue tanto una residencia del gobernador como un templo del fuego zoroástrico. 

## Historia

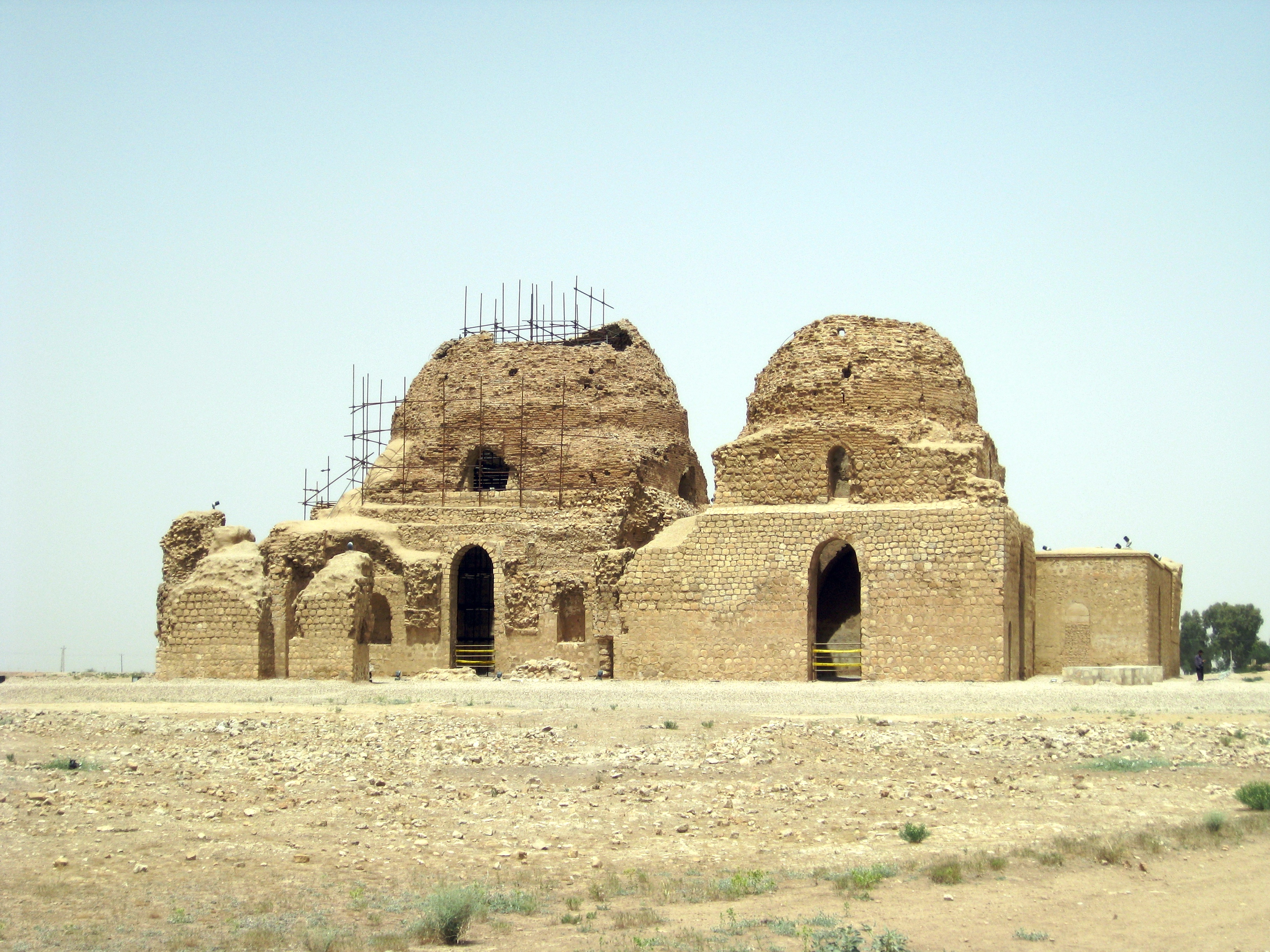
Vista lateral del palacio

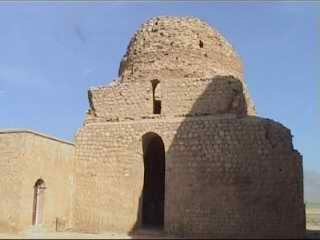
Sala principal del palacio

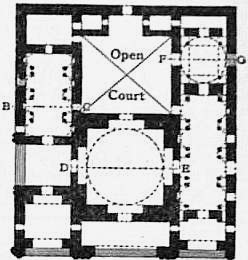
Planta del palacio (Enciclopedia Britannica 1911)

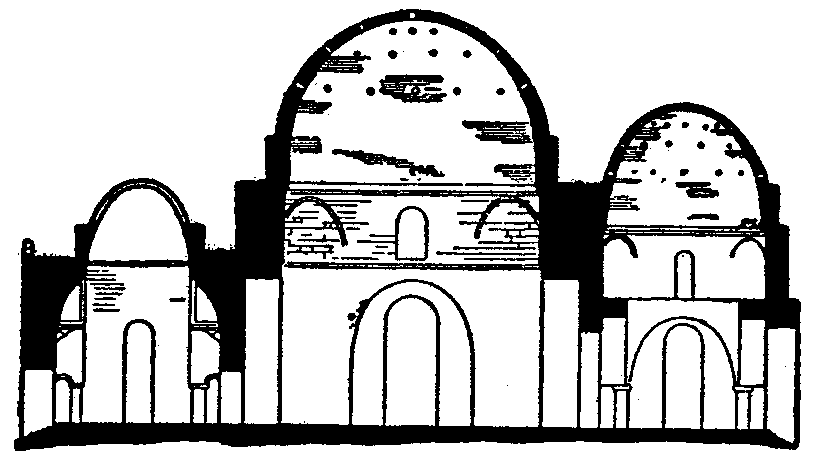
Dibujo del palacio de Sarvestan. El palacio tiene una fachada de unos 40 m y una profundidad de 43.5 m, con un patio interior.

El palacio de Sarvestan fue construido por el rey sasánida Bahramgur (en persa: بهرام گور‎) (r. 420-438) y domina una inmensa y vacía llanura. La denominación de "palacio" es un poco engañosa, porque la función del monumento no se entiende realmente. De hecho, puede haber sido un pabellón de caza o incluso un santuario. El problema se complica por el hecho de que parece haber tenido un pequeño edificio, justo al norte del palacio; su función es desconocida.

## Patio del palacio
Un visitante que habría llegado desde el sur, habría visto tres iwans —espacio cerrado más o menos cuadrado con una cúpula o libre, rodeado con paredes por tres de sus lados y con el otro libre—. Después de entrar en el central, habría llegado a una gran sala cuadrada bajo una gran cúpula, hecha de ladrillo cocido. Después de esto, el visitante se habría encontrado en un patio rectangular, rodeado por las dependencias residenciales. El edificio recuerda a uno de los de Ghal'eh Dokhtar y al palacio de Ardashir, ambos cerca Firuzabad; la diferencia es que el palacio de Sarvestán está abierto en todos sus lados. El edificio, construido en piedra y mortero, debe haber tenido cuidadas decoraciones, que sobreviven en parte.